# Leben im Wiener Untergrund

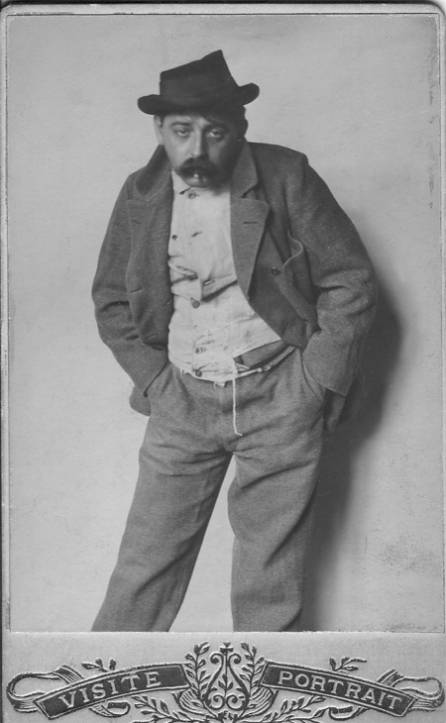
Als Obdachloser verkleidet wagte sich der Journalist Max Winter im Zuge seiner Reportage für die Wiener Arbeiter-Zeitung über „Strotter“ im Jahre 1902 in den Untergrund von Wien.

Das Leben im Wiener Untergrund begann mit der Errichtung der Wiener Kanalisation Ende des 19. Jahrhunderts, die zur Zuflucht für Arbeits- und Obdachlose wurde. Möglich war dies, weil die Kanalisation seit jeher weitgehend begehbar ist, auch wenn dies aus Sicherheitsgründen für Unbefugte verboten ist. Gegen die steigende Zahl der Unterschlupfsuchenden wurde schließlich polizeilich vorgegangen.

## Rahmenverhältnisse
Die Fertigstellung der Wiener Kanalisation fiel in eine Zeit, als Wien eine stark expandierende Stadt war. Das steigende Arbeitsplatzangebot zog eine Vielzahl von Menschen an, von denen jedoch nicht alle tatsächlich auch Arbeit finden konnten. Soziale Fürsorge wie Arbeitslosengeld oder Krankenversicherung gab es damals noch nicht, ebenso wenig gab es Obdachlosenunterkünfte oder Wohnheime, und so stieg die Zahl von Bettlern und anderen Menschen, die auf der Straße leben mussten, rasant an.
In der Wiener Kanalisation erkannten einige Menschen daher schnell eine neue Einkommensquelle und Unterkunft. Bei starkem Regen oder Gewittern kann die Kanalisation allerdings für Unerfahrene zur tödlichen Falle werden. Auch die Entwicklung giftiger oder explosiver Gasgemische (einlaufendes Benzin etc.) ist nicht auszuschließen. Der „enorme“ oder gar „bestialische Gestank“ von dem manchmal berichtet wird, herrscht dort jedoch nicht. Selbst wo Fäkalien transportierendes Wasser fließt, riecht es eher wie in einem feuchten Keller, aber es stinkt nicht. Trotzdem ist der ungesicherte Aufenthalt in der Kanalisation lebensgefährlich.
Die durch besondere Ausführlichkeit gekennzeichneten und durch langwierige Recherchen vor Ort entstandenen, bildunterstützten Sozialreportagen der Wiener Journalisten Max Winter und Emil Kläger machten diese Problematik einem großen Teil der Wiener Bevölkerung bekannt und stießen auf großes Interesse. 1905 brachte Max Winter seine Sozialreportagen aus dem Wiener Untergrund unter dem Titel „Im unterirdischen Wien“ in Buchform heraus. 1920 erschien, basierend auf den Sozialreportagen Emil Klägers, der Dokumentarfilm „Nachtstück aus dem Leben der Vaganten, der Entgleisten und Gestürzten“ in den Wiener Kinos. Sowohl die Zeitungsreportagen als auch das Buch und der Film zählen zu den ersten Sozialreportagen überhaupt.

## Kanalisation als Lebensgrundlage

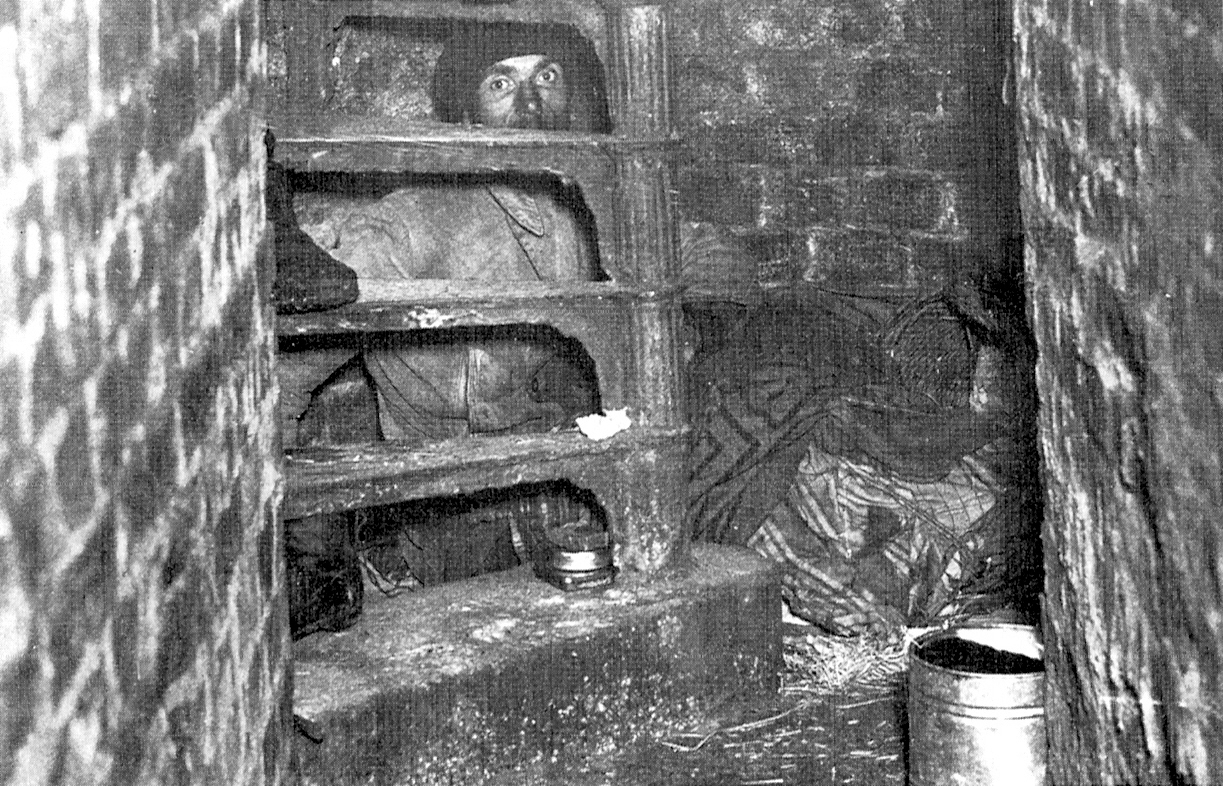
Bewohner der Wiener Kanalisation um 1900, unter einer Wendeltreppe.

Die Zugänge zur Kanalisation waren und sind unter anderem in so genannten „Türmen“ untergebracht, die wie übergroße Litfaßsäulen aussehen. Über Wendeltreppen kann man durch diese in die Wiener „Unterwelt“ absteigen. Um die 50 Stellen- und Obdachlose, vermutlich aber noch mehr, verbrachten einen großen Teil jeden Tages mit dem Herausfischen von Gegenständen aus den Abwässern, dem so genannten „Strotten“. Diese „Strotter“, wie man sie bald nannte, verdienten ihren Lebensunterhalt teilweise
- durch das Finden von Münzen und Schmuck, was zwar eher selten vorkam, aber besonders viel einbrachte,
- durch das Herausfischen von Knochen und Fett zum Verkauf an Seifenfabriken oder
- durch das Herausholen von allerlei anderen brauchbaren Gegenständen.

Einige dieser Strotter – aber auch mehrere hundert „gewöhnliche“ Obdachlose – lebten sogar in der Kanalisation, wo sie in manchen Gängen, Kammern und Luftschächten Möglichkeiten zum „Wohnen“ vorfanden.

## Unterschlüpfe
Die wohl bekannteste Unterkunft für Obdachlose und Strotter war die in einer trockenen Kammer eingerichtete „Zwingburg“ unter dem Wiener Schwarzenbergplatz. Der Name rührte nicht zuletzt daher, dass sie nur durch ein Brett, welches über einen Kanal gelegt werden musste und jederzeit eingezogen werden konnte, zu erreichen war. So konnte selbst die Polizei kurzfristig vom Eindringen abgehalten werden. Zudem verfügte die „Zwingburg“ über mehrere Fluchtwege in Form von Seitenkanälen und -schächten.

## Polizeiliche Verfolgung
Zwar war der Aufenthalt von Unbefugten in der Kanalisation natürlich nicht gestattet, die Polizei konnte aufgegriffene Strotter und Obdachlose aber nicht allzu lange festhalten. Die Zahl der Strotter und Obdachlosen nahm erst ab, als 1934 die „Kanalbrigade“ gegründet wurde, die nicht nur gegen kriminelle Banden, sondern auch gegen Vagabunden härter vorgehen sollte. In der Zwischenzeit waren auch Obdachlosen- und Wohnheime entstanden, die zumindest für einen Teil der „Kanalbewohner“ eine vernünftige Alternative bieten konnten, so zum Beispiel das Männerwohnheim Meldemannstraße, das dadurch bekannt wurde, dass Adolf Hitler hier drei Jahre verbrachte.

## Heutige Bedeutung
Abgesehen vom Zweiten Weltkrieg und der Nachkriegszeit, als alliierte Geheimagenten die Kanalisation der geteilten Stadt für sich zu nutzen wussten, worauf auch der Film „Der dritte Mann“ aufbaut, spielt die Kanalisation heute aufgrund zahlreicher sozialer Einrichtungen, deren Errichtung im sozialdemokratisch regierten „Roten Wien“ ihren Anfang nahm, als Zufluchtsort keine nennenswerte Rolle mehr. Die letzten Zeitungsberichte über Strotter stammen aus den späten 1950er Jahren, der Begriff und die mit ihm verbundene Tätigkeit waren aber damals noch einem Großteil der Wiener Bevölkerung bekannt.